# Princess Resurrection
Princess Resurrection (怪物王女?, Kaibutsu ōjo) è un manga scritto e disegnato da Yasunori Mitsunaga, serializzato mensilmente sulla rivista Monthly Shōnen Sirius e pubblicato dalla Kōdansha dal 26 giugno 2005 al 26 febbraio 2013. Una serie televisiva anime di ventisei episodi è stata prodotta dallo studio Madhouse e trasmesso da TBS dal 13 aprile al 28 settembre 2007. Una serie di OAV è stata invece realizzata dalla Tatsunoko Production a partire dal 9 dicembre 2010 al 7 ottobre 2011.

## Trama
Hiro Hiyorimi è un ragazzo appena trasferitosi nella città di Sasanaki per incontrare sua sorella. Tuttavia mentre cammina a bordo strada, viene investito da un'automobile (nell'anime viene schiacciato da travi di costruzione). In punto di morte, Hiro viene visto da una giovane donna vestita da Gothic Lolita. La ragazza riesce a resuscitarlo, facendolo risvegliare nella camera mortuaria. Confuso per quanto accaduto, Hiro incontra nuovamente la sua salvatrice, quando questa interviene per salvarlo dall'attacco di alcuni licantropi. La ragazza si riferisce ad Hiro, chiamandolo "suo schiavo" e presentandosi come "Hime" (in giapponese "Principessa") spiegandogli di essere membro della famiglia reale del Reame dei Mostri.
Tutti i membri della famiglia reale sono dotati del potere di trasformare un corpo morto in un guerriero immortale che servirà loro e li proteggerà; questo significa che un uomo in punto di morte che beve il suo sangue (o al quale lei dà la fiamma dell'immortalità nell'anime) diventa semi-immortale; proprio così infatti Hiro è tornato alla vita. Hiro quindi non può essere ucciso in alcun modo, neppure se viene decapitato. Tuttavia morirà se non beve il sangue di Hime per qualche giorno.
Hiro è quindi lo schiavo guerriero semi-immortale di Hime, benché lei stessa non sia affatto immortale (ed è infatti questo il motivo per cui Hime ha bisogno di guerrieri che la proteggano). La storia segue poi Hiro ed i suoi combattimenti per difendere Hime, bersaglio continuo degli infernali assassini inviati per ucciderla dai suoi fratelli che competono con lei per ottenere il Trono del Regno dei Mostri.

## Personaggi
Hiro Hiyorimi (日和見日郎?, Hiyorimi Hirō?)
Doppiato da: Fuyuka Ōura (serie TV), Miyu Irino (OAV)
Hiro è il protagonista della serie. Inseguito da un biglietto dato da sua sorella Sawawa, si ritrova in una villa deserta, dove muore investito da un furgone. Viene però resuscitato da Hime, una ragazza gotica, e diventa il suo servitore del sangue. La sua goffaggine e il suo aspetto debole possono trarre in inganno, ma quando si tratta di proteggere Hime, Hiro mostra una determinazione e una prontezza d'azione sorprendenti. Sebbene Hime lo etichetti come "inutile", Hiro dimostra la sua bontà salvando un cucciolo da un incidente e affrontando coraggiosamente i vampiri per proteggere Reiri Kamura. La sua gentilezza e premura emergono in contrasto con la sua reputazione di debolezza. Nonostante la sua paura dei veicoli veloci, Hiro trova piacere nel camminare al mattino e nelle ore serali.
Hime (姫?, Hime) / Lillianne (リリアーヌ?, Ririānu)
Doppiata da: Ayako Kawasumi (serie TV), Saori Hayami (OAV)
Hime è, insieme a Hiro, la protagonista della serie. Una giovane donna con capelli biondi, occhi rossi e pupille allungate, tipici della Famiglia Reale. A differenza dei suoi fratelli e sorelle, Hime non sembra interessata a salire al trono. La sua abilità principale è la capacità di mantenere la calma. Sebbene mantenga un'espressione seria nelle situazioni quotidiane, mostra emozioni come rabbia, sorpresa o tristezza quando si verificano situazioni gravi. A differenza dei suoi fratelli e sorelle, Hime non mostra interesse a salire al trono, mantenendo una calma apparente e una compostezza anche nelle situazioni più difficili. Inizialmente, la sua personalità viene presentata come arrogante e viziata, lamentandosi del ridotto numero di servitori rispetto al passato. Tuttavia, nel corso della storia, si trasforma in una persona più tranquilla e ben educata. La sua anima nobile attira l'attenzione di figure potenti, rendendola un obiettivo per motivi al di là del semplice desiderio di salire al trono. Questo la rende una figura di spicco, rispettata e temuta tra i suoi fratelli e addirittura tra i residenti del regno. Hime è un individuo indipendente, ma, come membro della nobiltà, ha ancora bisogno di servitori per svolgere compiti domestici. È abile nel combattimento e può utilizzare con successo diverse armi, tra cui motoseghe e spade. Pur mantenendo un atteggiamento impassibile nella vita quotidiana, Hime rivela emozioni in situazioni cruciali, mostrando un lato più vulnerabile della sua personalità.
Flandre (フランドル?, Furandoru)
Doppiata da: Shiho Kawaragi (serie TV), Yuka Iguchi (OAV)
Flandre è una ginoide dall'aspetto infantile al servizio di Hime. Spesso la si vede utilizzare un tronco d'albero rotto o altri strumenti improvvisati per difendere la sua padrona. Dotata di diverse armi, come una lancia, motoseghe e bombe, è programmata per proteggere Hime a tutti i costi e si autodistrugge se la sua padrona dovesse morire. Funziona a elettricità e ha bisogno di essere ricaricata, causando spese energetiche considerevoli per la casa. Pur pronunciando solo la parola "Fuga" come la maggior parte degli androidi, è capace di emozioni, come dimostrato dal suo pianto quando viene ritenuta responsabile della morte di Hiro. Flandre ha un comportamento infantile, portando letteralmente a Hime qualsiasi animale morto trovi quando c'è bisogno di nuovi servitori del sangue. Le piace anche guardare cartoni animati e imitare i personaggi degli spettacoli. Come gli altri androidi della Famiglia Reale, Flandre è leale e coraggiosa, ma evita il combattimento quando mette a rischio la sua stessa sopravvivenza.
Sawawa Hiyorimi (日和見紗和々?, Hiyorimi Sawawa)
Doppiata da: Yūko Minaguchi (serie TV), Ai Kayano (OAV)
Riza Wildman (リザ·ワイルドマン?, Riza Wairudoman)
Doppiato da: Yūko Kaida (serie TV), Eri Kitamura (OAV)
Reiri Kamura (嘉村令裡?, Kamura Reiri)
Doppiata da: Mamiko Noto (serie TV), Aki Toyosaki (OAV)
Sherwood (シャーウッド?, Shāuddo)
Doppiata da: Ai Shimizu
Francesca (フランシスカ?, Furanshisuka)
Doppiata da: Rika Morinaga
Ryu-ryu (劉劉?, Ryū Ryū)
Doppiato da: Akio Kato
Nakua (南久阿?)
Doppiato da: Hiromi Konno (OAV)

## Media

### Manga
Il manga è stato scritto da Yasunori Mitsunaga e serializzato dal 26 giugno 2005 al 26 febbraio 2013 sulla rivista Monthly Shōnen Sirius edita da Kōdansha. In seguito i vari capitoli sono stati raccolti in venti volumi tankōbon pubblicati tra il 21 gennaio 2006 e il 9 aprile 2013.
In Italia è stato pubblicato da Star Comics dal 10 dicembre 2008 nella collana Point Break, interrompendosi al 10 giugno 2009 al settimo numero senza più continuare la sua pubblicazione.

#### Volumi
| 1  | 21 gennaio 2006 | ISBN 978-4-06-373010-4 | 10 dicembre 2008 |
| 1  | Capitoli - 01. Princess Resurrection (蘇生王女?, Sosei ōjo) - 02. Princess Destruction (破壊王女?, Hakai ōjo) - 03. Princess Rampage (暴走王女?, Bōsō ōjo) - 04. Princess Lighting (電撃王女?, Dengeki ōjo) - 05. Princess Negotiation (交渉王女?, Kōshō ōjo)                                                     |                        |                  |
| 2  | 23 maggio 2006 | ISBN 978-4-06-373025-8 | 12 gennaio 2009  |
| 2  | Capitoli - 06. Princess Alliance (同盟王女?, Dōmei ōjo) - 07. Princess Blood (血統王女?, Kettō ōjo) - 08. Princess Carnage (殺戮王女?, Satsuriku ōjo) - 09. Princess Recollections (追憶王女?, Tsuioku ōjo) - 10. Princess Secret Room (交渉王女?, Kōshō ōjo)                                                     |                        |                  |
| 3  | 22 dicembre 2006 | ISBN 978-4-06-373048-7 | 9 febbraio 2009  |
| 3  | Capitoli - 11. Princess Attrition (消耗王女?, Shōmō ōjo) - 12. Princess Dead Run (疾走王女?, Shissō ōjo) - 13. Princess Monochrome (白黒王女?, Shirokuro ōjo) - 14. Princess Ocean (洋上王女?, Yōjō ōjo) - Bonus Track. Princess Monster Manga Spin-off: Ti porto all'inferno! Kerberotte                         |                        |                  |
| 4  | 6 aprile 2007 | ISBN 978-4-06-373068-5 | 16 marzo 2009    |
| 4  | Capitoli - 15. Princess Connection (連結王女?, Renketsu ōjo) - 16. Princess Sacrifice (生贄王女?, Ikenie ōjo) - 17. Princess Vanishment (追放王女?, Tsuihō ōjo) - 18. Princess Underground (地底王女?, Chitei ōjo) - 19. Princess Coma (昏睡王女?, Konsui ōjo)                                                    |                        |                  |
| 5  | 23 agosto 2007 | ISBN 978-4-06-373079-1 | 10 aprile 2009   |
| 5  | Capitoli - 20. Night of the Princess (先制王女?, Sensei ōjo) - 21. Dawn of the Princess (死霊王女?, Shiryō ōjo) - 22. Day of the Princess (脱出王女?, Dasshutsu ōjo) - 23. Princess Duel (決闘王女?, Kettō ōjo) - Bonus Track. Princess Monster Manga Spin-off: Ti Porto all'Inferno! KERBEROTTE OF THE DEAD ♥    |                        |                  |
| 6  | 21 dicembre 2007 | ISBN 978-4-06-373096-8 | 11 maggio 2009   |
| 6  | Capitoli - 24. Princess Prisoner (女囚王女?, Joshū ōjo) - 25. Princess the Lost World (秘境王女?, Hikyō ōjo) - 26. Princess Dense Fog (霧中王女?, Muchū ōjo) - 27. Princess Collision (激突王女?, Gekitotsu ōjo)                                                                                                  |                        |                  |
| 7  | 23 maggio 2008 | ISBN 978-4-06-373118-7 | 10 giugno 2009   |
| 7  | Capitoli - 28. Princess Curse (呪殺王女?, Jusatsu ōjo) - 29. Princess Melody (旋律王女?, Senritsu ōjo) - 30.Princess Occult Research (学怪王女?, Gakukai ōjo) - 31. Princess Millennia (千年王女?, Chitose ōjo) - 32. Princess Behemoth (巨獣王女?, Kyojū ōjo) - 31.5. Princess Eternity (万年王女?, Man'nen ōjo) |                        |                  |
| 8  | 21 novembre 2008 | ISBN 978-4-06-373143-9 | —                |
| 8  | Capitoli - 33. (往生王女?, Ōjō ōjo) - 34. (夜勤王女?, Yakin ōjo) - 35. (遭遇王女?, Sōgū ōjo) - 36. (箱入王女?, Hakoiri ōjo) - 37. (熱砂王女?, Nessa ōjo) |                        |                  |
| 9  | 22 maggio 2009 | ISBN 978-4-06-373173-6 | —                |
| 9  | Capitoli - 38. (特急王女?, Tokkyū ōjo) - 39. (超特急王女?, Chōtokkyū ōjo) - 40. (決戦王女?, Kessen ōjo) - 41. (湯煙王女?, Yukemuri ōjo) - 42. (回帰王女?, Kaiki ōjo) |                        |                  |
| 10 | 20 novembre 2009 | ISBN 978-4-06-373194-1 | —                |
| 10 | Capitoli - 43. (墓場王女?, Hakaba ōjo) - 44. (屍王女?, Shikabane ōjo) - 45. (招来王女?, Shōrai ōjo) - 46. (錯綜王女?, Sakusō ōjo) - 47. (廃屋王女?, Haioku ōjo) |                        |                  |
| 11 | 23 febbraio 2010 | ISBN 978-4-06-376207-5 | —                |
| 11 | Capitoli - 48. (続・箱入王女?, Zoku hakoiri ōjo) - 49. (虜囚王女?, Ryoshū ōjo) - 50. (続・学怪王女?, Zoku gakukai ōjo) - 51. (蛇行王女?, Dakō ōjo) |                        |                  |
| 12 | 9 luglio 2010 | ISBN 978-4-06-376223-5 | —                |
| 12 | Capitoli - 52. (八岐王女?, Yagi ōjo) - 53. (渦巻王女?, Uzumaki ōjo) - 54. (猟奇王女?, Ryōki ōjo) - 55. (続・廃屋王女?, Zoku haioku ōjo) |                        |                  |
| 13 | 9 dicembre 2010 | ISBN 978-4-06-376245-7 | —                |
| 13 | Capitoli - 56. (天命王女?, Tenmei ōjo) - 57. (海底王女?, Kaitei ōjo) - 58. (発火王女?, Hakka ōjo) - 59. (降霊王女?, Kōrei ōjo) |                        |                  |
| 14 | 9 marzo 2011 | ISBN 978-4-06-376258-7 | —                |
| 14 | Capitoli - 60. (青白王女?, Aojiro ōjo) - 61. (海底王女?, Kaitei ōjo) - 62. (探偵王女?, Tantei ōjo) - 63. (回転王女?, Kaiten ōjo) |                        |                  |
| 15 | 9 giugno 2011 | ISBN 978-4-06-376270-9 | —                |
| 15 | Capitoli - 64. (奈落王女?, Naraku ōjo) - 65. (円盤王女?, Enban ōjo) - 66. (別人王女?, Betsujin ōjo) - 67. (討入王女?, Uchiiri ōjo) |                        |                  |
| 16 | 7 ottobre 2011 | ISBN 978-4-06-376299-0 | —                |
| 16 | Capitoli - 68. (混合王女?, Kongō ōjo) - 69. (発現王女?, Hatsugen ōjo) - 70. (会談王女?, Kaidan ōjo) - 71. (流転王女?, Ruten ōjo) |                        |                  |
| 17 | 9 febbraio 2012 | ISBN 978-4-06-376319-5 | —                |
| 18 | 8 giugno 2012 | ISBN 978-4-06-376345-4 | —                |
| 19 | 9 novembre 2012 | ISBN 978-4-06-376365-2 | —                |
| 20 | 9 aprile 2013 | ISBN 978-4-06-376391-1 | —                |

### Anime

Logo della serie anime

Un adattamento anime diretto da Masayuki Sakoi è stato prodotto dallo studio d'animazione Madhouse e trasmesso su TBS e altre reti dal 13 aprile al 28 settembre 2007 per un totale di ventisei episodi. Rispetto al manga, la versione animata risulta essere meno violenta e più contenuta.
In seguito è stata prodotta anche una miniserie OAV questa volta diretta da Keiichiro Kawaguchi, prodotta dallo studio Tatsunoko Production e pubblicata per il solo mercato home video dal 9 dicembre 2010 al 7 ottobre 2011 per un totale di tre episodi.

#### Episodi
| Nº                    | Titolo italiano (traduzione letterale) Giapponese 「Kanji」 - Rōmaji | In onda           | In onda |
| Nº                    | Titolo italiano (traduzione letterale) Giapponese 「Kanji」 - Rōmaji | Giapponese        |         |
| Serie TV (26 episodi) |                                                                      |                   |         |
| 1                     | Principessa resurrezione 「蘇生王女」 - Sosei ōjo                    | 12 aprile 2007    |         |
| 2                     | Principessa distruzione 「破壊王女」 - Hakai ōjo                     | 19 aprile 2007    |         |
| 3                     | Principessa furia 「暴走王女」 - Bōsō ōjo                            | 26 aprile 2007    |         |
| 4                     | Principessa negoziazione 「交渉王女」 - Kōshō ōjo                    | 3 maggio 2007     |         |
| 5                     | Principessa linea di sangue 「血統王女」 - Kettō ōjo                 | 10 maggio 2007    |         |
| 6                     | Principessa alleanza 「同盟王女」 - Dōmei ōjo                        | 17 maggio 2007    |         |
| 7                     | Principessa elettroshock 「電撃王女」 - Dengeki ōjo                  | 24 maggio 2007    |         |
| 8                     | Principessa stanza chiusa 「密室王女」 - Misshitsu ōjo               | 31 maggio 2007    |         |
| 9                     | Principessa bianca e nera 「白黒王女」 - Shirokuro ōjo               | 7 giugno 2007     |         |
| 10                    | Principessa reminiscenza 「追憶王女」 - Tsuioku ōjo                  | 14 giugno 2007    |         |
| 11                    | Principessa lingua di gatto 「猫舌王女」 - Nekojita ōjo              | 21 giugno 2007    |         |
| 12                    | Principessa logoramento 「消耗王女」 - Shōmō ōjo                     | 28 giugno 2007    |         |
| 13                    | Principessa sacrificio 「生贄王女」 - Ikenie ōjo                     | 5 luglio 2007     |         |
| 14                    | Principessa spirito morto 「疾走王女」 - Shissō ōjo                  | 12 luglio 2007    |         |
| 15                    | Principessa calamità 「訪問王女」 - Sanjō ōjo                        | 19 luglio 2007    |         |
| 16                    | Principessa successione 「継承王女」 - Sōzoku ōjo                    | 26 luglio 2007    |         |
| 17                    | Principessa maturazione 「年増王女」 - Toshima ōjo                   | 2 agosto 2007     |         |
| 18                    | Principessa cacciatrice 「狩人王女」 - Karyūdo ōjo                   | 9 agosto 2007     |         |
| 19                    | Principessa oceano 「海洋王女」 - Kaiyō ōjo                          | 16 agosto 2007    |         |
| 20                    | Principessa connessione 「連結王女」 - Renketsu ōjo                  | 23 agosto 2007    |         |
| 21                    | Principessa esilio 「追放王女」 - Tsuibō ōjo                         | 30 agosto 2007    |         |
| 22                    | Principessa carneficina 「殺戮王女」 - Satsuriku ōjo                 | 6 settembre 2007  |         |
| 23                    | Principessa zombie 「死霊王女」 - Shirei ōjo                         | 13 settembre 2007 |         |
| 24                    | Principessa duello 「決闘王女」 - Kettō ōjo                          | 20 settembre 2007 |         |
| 25                    | Principessa delinquente 「不良王女」 - Furyō ōjo                     | 27 settembre 2007 |         |
| 26                    | Principessa comatosa 「昏睡王女」 - Konsui ōjo                       | DVD               |         |
| OAV (3 episodi)       |                                                                      |                   |         |
| 1                     |                                                                      | 9 dicembre 2010   |         |
| 2                     |                                                                      | 9 marzo 2011      |         |
| 3                     |                                                                      | 7 ottobre 2011    |         |

#### Colonna sonora
Sigla di apertura
- BLOOD QUEEN cantata da Aki Misato

Sigla di chiusura
- Hizamazuite ashi o oname (跪いて足をお嘗め?) cantata dalle Ali Project

## Accoglienza
Jason Thompson nell'appendice online Manga: The Complete Guide, descrive la trama della serie come "divertente e frenetica", con scene d'azione "fantasiose". Ha anche apprezzato i riferimenti del manga ai "mostri dei film classici".